# American Society of Clinical Oncology
Pour les articles homonymes, voir ASCO.
L'American Society of Clinical Oncology est une organisation professionnelle rassemblant des médecins qui soignent le cancer. Fondée en 1964 par Fred Ansfield, Harry Bisel, Herman Freckman, Arnoldus Goudsmit, Robert Talley, William Wilson et Jane C. Wright, elle compte près de 45 000 membres dans le monde.

## Formation des médecins
ASCO offre des ressources éducatives aux médecins du cancer et aux autres professionnels de la santé en oncologie clinique. Il s'agit notamment de réunions scientifiques, de conférences éducatives, d'ateliers professionnels et de colloques spéciaux sur des questions particulièrement pertinentes et importantes pour les oncologues et les chercheurs. Il a également produit le site Web d'information sur les patients, Cancer.Net.
Outre la publication de plusieurs revues, l'ASCO publie également des programmes spéciaux pour répondre aux besoins éducatifs spécifiques des professionnels du cancer.

## Publications
- Journal of Clinical Oncology
- Journal of Oncology Practice
- Journal of Global Oncology
- JCO Clinical Cancer Informatics
- JCO Precision Oncology
- ASCO Connection

## Initiatives
Le site web d'information sur les patients de l'ASCO, Cancer.Net, est soutenu par la Conquer Cancer Foundation of ASCO. CancerLinQ est l'initiative de plate-forme de données d'ASCO. Il a été créé pour donner aux oncologues un système de surveillance de la qualité robuste qui recueille et analyse les données de toutes les rencontres avec les patients afin d'améliorer la qualité des soins. ASCO a publié son Value Framework en 2015 et l'a mis à jour en 2016. Cela fournit aux médecins et aux patients un outil pour évaluer et comparer la valeur de différents médicaments à une époque où les coûts des médicaments anticancéreux explosent.